# Migration (biologi)
Migration är när levande organismer förflyttar sig på ett riktat, regelbundet eller systematiskt vis från en plats till en annan. Djur migrerar för att söka efter föda, för att fortplanta sig, eller för att undkomma rovdjur eller olika väderfenomen. För vissa djurarter, exempelvis fiskar benämner man fenomenet som vandring.

## Exempel på djurarter som migrerar
För specifik information om fåglars migration, se flyttfåglar
För specifik information om fiskars migration, se Fiskvandring
Ett stort antal djur flyttar regelbundet som ett led i sin reproduktioncykel. Bland dem kan nämnas sjöelefanter och många fiskarter som exempelvis ål, asp, öring och lax. Andra grupper där migrering förekommer är valar, insekter, fjärilar och lämlar. En majoritet av världens alla fågelarter flyttar regelbundet varje år mellan häckningsområdet och övervintringsområdet. Andra fågelarter kan migrera mer invasivt, exempelvis sidensvans och korsnäbbar.
Bland partåiga och uddatåiga hovdjur finns flera arter som utför stora vandringar som renen i Nordamerika, gaseller i Mongoliet, hartebeest och zebror i östra Afrika samt springbock i södra Afrika.

## Migration bland mikroorganismer och virus
De moderna transportmedlen, till exempel flygfarten, har inte bara gjort det lättare för människor att förflytta sig. De har också möjliggjort effektiv migrering av sjukdomsalstrande bakterier, virus och svampar. Ett tidigt liknande exempel är pesten, som kom till Europa längs karavanvägarna från Ostasien, via Mellanöstern, och nutida exempel är olika former av influensavirus.